# 馬里亞尼夫卡 (埃米利奇涅區)
50°42′11″N 27°50′30″E / 50.70306°N 27.84167°E
馬里亞尼夫卡（烏克蘭語：Мар'янівка），是烏克蘭北部的村莊，隸屬日托米爾州的茲維亞赫爾區。該村面積0.35平方公里，海拔高度221米，2001年人口74，人口密度每平方公里210.83人。